# AGM–45 Shrike
Az AGM–45 Shrike a világon az első szolgálatba állított lokátorromboló rakéta, melyet a Texas Instruments fejlesztett ki az Egyesült Államokban, az 1960-as évek elejére, az AIM–7 Sparrow légiharc-rakéta átalakításával. A rakéta önirányító rendszerét cserélték ki, a passzív lokátoros önirányítással működő rakéta a légvédelem üzemelő rádiólokátorainak sugárzását érzékeli, és ez alapján vezeti rá magát a célra. Ha a lokátort a rakéta repülésének ideje alatt kikapcsolták, a rakéta célt tévesztett, de ez az esetek nagy részében nem volt nagy baj, mert kikapcsolt lokátorokkal a légvédelem -rövid időre- megbénult. A rakéta kis tömege miatt a lokátorok antennáiban gyakran nem tudott végzetes pusztítást okozni. Nagyobb kapacitású repülőgépek emiatt gyakran -aszimmetrikusan függesztve- a másik fegyverfelfüggesztő csomópontjukon a későbbi és lényegesen nagyobb AGM–78 Standard ARM rakéta egy példányát hordozták. A vietnámi háborúban tömegesen vetették be, emellett az Izraeli Légierő alkalmazta nagy számban a jom kippuri háborúban, itt egy gyorsítórakéta hozzátoldásával szárazföldi indítású változatát is kifejlesztették és alkalmazták, Kilshon néven. A Falkland-szigeteki háborúban a RAF vetette be Avro Vulcan bombázóiról, eredményesen. Még az öbölháborúban is bevetették, igaz, ekkor már hadrendben álltak utódai, az AGM–88 HARM és az angol ALARM.